# TransAmerica (spel)
TransAmerica is een bordspel voor 2 tot 6 spelers, bedacht door Franz-Benno Delonge en uitgegeven door Winning Moves. Bij dit spel bouwen de spelers zowel een eigen als een gezamenlijk spoornetwerk om hiermee steden te verbinden.

## Doel van het spel
Het doel van het spel is om als snelste de vijf toegewezen steden door middel van een spoorwegnetwerk met elkaar te verbinden.

## Speelmateriaal
Het spel wordt gespeeld met behulp van de volgende speelmaterialen:

### Het Speelbord
Het speelbord bestaat uit een globale landkaart van de Verenigde Staten van Amerika met hierop 35 steden, verdeeld over 5 zones. Op deze kaart is een soort raster aangebracht met korte lijnstukken waar gedurende het spel treinrails op gebouwd kunnen worden. Bovenaan het speelbord bevindt zich een scorespoor, waarop door middel van locomotieven de scores van de spelers worden bijgehouden.

### 85 treinrails
Deze treinrails worden gebruikt om op het aangegeven raster te kunnen bouwen en hiermee de steden met elkaar te verbinden.

### 35 stedenkaarten
Deze kaarten bevatten ieder de naam van een van de steden op het spelbord. Deze kaarten hebben vijf verschillende kleuren die corresponderen met de zones op het speelbord waarin de betreffende stad ligt.

### 6 Stations
Deze stations zijn er in 6 kleuren. Ieder station vormt het startpunt voor een speler.

### 6 Locomotieven
Deze locomotieven zijn er in 6 kleuren. Iedere locomotief markeert de score van een speler op het scorespoor.

## De Voorbereiding
1. Iedere speler kiest een kleur om mee te spelen.
2. Iedere speler zet de locomotief van zijn kleur aan het begin van het scorespoor (aan de kant van de loods).
3. De stedenkaarten worden geschud en iedere speler trekt van iedere kleur een kaart, waardoor ieder dus vijf kaarten op handen krijgt.
4. De overgebleven kaarten worden blind apart gelegd.

## Speelronde
Een speelronde bestaat uit meerdere speelbeurten van de spelers.
In de eerste speelbeurt plaatst elke speler zijn station op een kruising van het raster op het speelbord. Dit kan op een stad zijn, maar dit hoeft niet. Dit station geldt als startpunt voor de bouwactiviteiten van de speler.
Vervolgens mag iedere speler in zijn speelbeurt gaan bouwen aan zijn spoornetwerk. Hiervoor geldt een aantal bouwregels.

### Bouwregels
Op het raster zijn enkele lijnen en dubbele lijnen weergegeven. De enkele lijnen stellen vlak land voor. De dubbele lijnen vertegenwoordigen een brug over een rivier of een tunnel door een berg.
per beurt mag een speler:
- één of twee rails neerleggen over een vlak stuk land of
- één stuks rails neerleggen over water of door een berg

Verder moet er rekening gehouden worden met de volgende zaken:
- de speler mag alleen bouwen op een lijn die nog onbebouwd is.
- de speler mag alleen aanbouwen aan het eigen netwerk, wat in de eerste beurt dus alleen het station is.
- wanneer het netwerk aansluiting vindt met het netwerk van een andere speler mag het gehele netwerk gebruikt worden om aan te bouwen
- iedere speler moet per beurt minimaal één treinrail neerleggen.
- er mag op elke plaats aan het eigen netwerk aangebouwd worden, zolang er maar een verbinding bestaat met het eigen station.

### Einde van een speelronde
Wanneer een speler erin geslaagd is om de vijf steden die hij op zijn kaarten heeft staan te verbinden in één netwerk eindigt de spelronde. De speler die aan de beurt is heeft altijd het recht een tweede stuk rails over vlak land neer te leggen, ook wanneer door het eerste gespeelde stuk een tegenspeler al vijf met elkaar verbonden steden heeft.

### De score van een speelronde
Wanneer een speelronde eindigt worden er verliespunten geteld bij de spelers die nog geen vijf steden met elkaar verbonden hebben.
- Elke enkele lijn levert hierbij een verliespunt op.
- Elke dubbele lijn levert hierbij twee verliespunten op.

Voor elk getelde verliespunt wordt de locomotief van de betreffende speler één plaats naar links geschoven.

### Voorbereiding van de volgende speelronde
Na de telling van de verliespunten worden alle rails en stations van het speelbord afgehaald. De nieuwe speelronde start net als de voorgaande met het trekken van vijf kaarten en het plaatsen van de stations.

## Einde van het spel
Wanneer een van de spelers met zijn locomotief helemaal aan de linkerkant van het scorespoor terechtkomt is het spel afgelopen. De speler met het hoogste aantal punten (het meest rechts op het scorespoor) wint het spel.

## Spelkarakteristieken
| Onderwerp      |                               |
| -------------- | ----------------------------- |
| Aantal spelers | 2-6                           |
| Leeftijd       | vanaf 8 jaar                  |
| Speelduur      | 30 minuten                    |
| Speltype       | tactisch, samenwerking, geluk |